# گناروند
گناروند Ganarvand روستایی است در شهرستان بروجرد در استان لرستان. این روستا در دهستان شیروان در بخش مرکزی این شهرستان قرار دارد.

## جمعیت
بنابر سرشماری مرکز آمار ایران، جمعیت این روستا در سال ۱۳۸۵، برابر با ۱۳۱ نفر بوده‌است که از این میان ۶۷ نفر مرد و بقیه زن بوده‌اند. گناروند ۲۵ خانوار جمعیت دارد.